# Катастрофа Boeing 747 в Баграме
Катастрофа Boeing 747 в Баграме — авиационная катастрофа, произошедшая в понедельник 29 апреля 2013 года. Грузовой самолёт Boeing 747-428BCF авиакомпании National Airlines выполнял рейс NCR102 (позывной — ISAF 95AQ) по маршруту Лашкаргах—Баграм—Дубай, но через несколько секунд после вылета из Баграма потерял управление и рухнул на землю в 600 метрах от торца взлётной полосы № 03 и в 1,5 километрах от авиабазы Баграм. Погибли все находившиеся на его борту 7 членов экипажа.

## Самолёт
Boeing 747-428BCF (регистрационный номер N949CA, заводской 25630, серийный 960) был выпущен в 1993 году (первый полёт совершил 29 января). 10 февраля того же года был передан авиакомпании Air France Cargo, в которой летал под б/н F-GISE. 8 сентября 2010 года был куплен авиакомпанией National Airlines, в которой получил бортовой номер TF-NAD и изначально совершал рейсы под маркой авиакомпании Air Atlanta Icelandic. 13 июля 2011 года был перерегистрирован и получил б/н N949CA и имя Lori. Оснащён четырьмя двухконтурными турбовентиляторными двигателями General Electric CF6-80C2B1F. На день катастрофы совершил 10 813 циклов «взлёт-посадка» и налетал свыше 76 940 часов.

## Экипаж
Состав экипажа рейса NCR102 был таким:
- Командир воздушного судна (КВС) — 34-летний Брэдли Хаслер (англ. Bradley Hasler). Опытный пилот, проработал в авиакомпании National Airlines 8 лет и 10 месяцев (с 3 июня 2004 года). Управлял самолётом Douglas DC-8. В должности командира Boeing 747-400 — с 22 июня 2012 года. Налетал свыше 6000 часов, свыше 440 из них на Boeing 747-400.
- Второй пилот — 33-летний Джейми Брокау (англ. Jamie Brokaw). Опытный пилот, проработал в авиакомпании National Airlines 4 года и 2 месяца (с 23 февраля 2009 года). Управлял самолётом Douglas DC-8. В должности второго пилота Boeing 747-400 — с 20 июля 2012 года. Налетал свыше 1100 часов, 209 из них на Boeing 747-400.
- Сменный КВС — 37-летний Джереми Липка (англ. Jeremy Lipka).
- Сменный второй пилот — 32-летний Ринку Шумман (англ. Rinku Shumman).
- Мастер по погрузке — 36-летний Майкл Шитс (англ. Michael Sheets). Проработал в авиакомпании National Airlines 2 года и 5 месяцев (с 22 ноября 2010 года).
- Авиамеханик — 51-летний Гэри Стокдэйл (англ. Gary Stockdale).
- Авиамеханик — 51-летний Тимоти Гарретт (англ. Timothy Garrett).

## Хронология событий
29 апреля 2013 года Boeing 747-428BCF борт N949CA с 7 членами экипажа на борту выполнил рейс NCR510 из Шатору (Франция) в Лашкаргах. Далее этому же самолёту предстояло выполнить рейс NCR102 из Лашкаргаха в Дубай с промежуточной посадкой в Баграме.
В 11:45 AFT рейс 102 вылетел из Лашкаргаха и в 13:53 приземлился в Баграме, где принял новый груз — 3 бронемашины «Oshkosh M-ATV», 2 бронемашины «MRAP» и около 8 тонн других грузов.
В 15:27, после погрузки и дозаправки, рейс NCR102 вылетел из Баграма, но, набрав высоту около 400 метров, перешёл в сваливание и рухнул на землю в 590 метрах от торца ВПП №03 и в 1492 метрах от авиабазы Баграм. Самолёт взорвался и полностью разрушился (относительно уцелела только хвостовая часть), все 7 членов экипажа на его борту погибли.
Катастрофа рейса NCR102 была запечатлена видеорегистратором проезжавшего неподалёку автомобиля; на записи видно, что самолёт взлетел с большим углом тангажа, затем опрокинулся на правое крыло и начал резко терять высоту (в этот момент пилоты успели доложить авиадиспетчеру о смещении груза). По предварительным расчётам, центровка самолёта могла за считанные секунды измениться с 28% САХ до 55% САХ из-за смещения всего лишь одной бронемашины MRAP (допустимая задняя центровка для Boeing 747-400 — 33% САХ).

## Расследование
Расследование причин катастрофы рейса NCR102 проводил американский Национальный совет по безопасности на транспорте (NTSB) при участии Министерства транспорта и коммерческой авиации Афганистана.
30 апреля NTSB заявил, что в расследовании также будут участвовать представители Федерального управления гражданской авиации США (FAA) и компании «Boeing».
2 июня 2013 года NTSB подтвердил гипотезу сдвига груза, а изучение уцелевших после пожара обломков хвостовой части рейса 102 позволило обнаружить все признаки этой версии — в момент взлёта одна из двух бронемашин «MRAP» сорвалась с креплений и разрушила гермошпангоут, а также сбила бортовые самописцы (они прекратили запись через 3 секунды после взлёта), порвала гидравлическую систему и погнула винтовой домкрат обоих горизонтальных стабилизаторов, переведя их в крайнее положение.
Окончательный отчёт расследования NTSB был опубликован 14 июля 2015 года.

## Последствия
Компания «Boeing» внесла ряд изменений в руководящие документы, ужесточающих правила швартовки грузов, перевозимых на самолётах Вoeing 737SF, Boeing 747F/SF, Boeing 757F, Boeing 767SF и Boeing 777F.

## Культурные аспекты
Катастрофа рейса 102 National Airlines показана в 16 сезоне канадского документального телесериала Расследования авиакатастроф в серии Афганский кошмар.